# Ozero Morennoe
Der Ozero Morennoe (englische Transkription von russisch Озеро Моренное Osero Morennoje, deutsch ‚Moränensee‘) ist ein See im ostantarktischen Mac-Robertson-Land. Er liegt im Norden der Jetty-Halbinsel.
Russische Wissenschaftler benannten ihn.